# Munschke
Munschke (obersorbisch Młynčki) ist eine zum Löbauer Ortsteil Wohla gehörende Siedlung.

## Geographie
Die aus zwei Anwesen bestehende Siedlung liegt westlich des 320,8 m hohen Schafberges am linken Ufer des Buttermilchwassers. Durch den Ort führt die Eisenbahnstrecke Bautzen–Löbau, die beide Anwesen voneinander trennt.

## Geschichte
Munschke entstand an der alten strata antiqua Lusatiae, die hier zwischen Eiserode und Kittlitz das Buttermilchwasser überquert.
Das südliche Anwesen entstand 1846. Zu ihm gehörte eine Windmühle. 1880 verstarb der Windmüller in der „Mónczke“, Andreas Nerrettig. Danach wurde die Windmühle abgetragen und verkauft. Ihr Sockel blieb erhalten und diente danach als Keller. Auch der Ortsname weist auf die Mühle (sorb. młyn) hin.
Das nördliche Anwesen ist die einstige Buttermilchschmiede. Sie wurde nach der Inschrift im Türstock 1852 errichtet und besaß das Schankrecht.
Im 19. Jahrhundert bestand mit dem „Wohlschen Mühlchen“ in Munschke noch ein drittes Gehöft. Die Wassermühle am Buttermilchwasser brannte vor 1900 nieder und wurde nicht mehr aufgebaut.
Munschke war ein Ortsteil von Wohla und wurde mit diesem am 1. April 1974 nach Kittlitz eingemeindet. Am 1. Januar 2003 wurde Munschke zusammen mit Kittlitz nach Löbau eingemeindet.